# زرشک تبتی
زرشک تبتی (نام علمی: Berberis taronensis) نام یک گونه از سرده زرشک است.